# ウガンダの都市の一覧

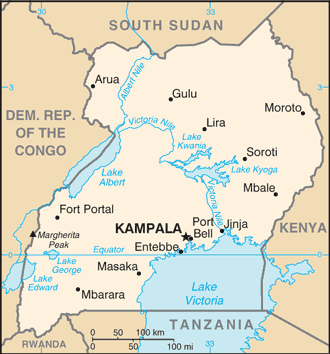
ウガンダの地図

ウガンダの都市の一覧。

## 人口上位10都市(2020年)
| 順位 | 都市         | 英語      | 人口      | 地域     | 県           |
| ---- | ------------ | --------- | --------- | -------- | ------------ |
| 1.   | カンパラ     | Kampala   | 1,680,600 | 中央地域 | カンパラ県   |
| 2.   | ナンサナ     | Nansana   | 532,800   | 中央地域 | ワキソ県     |
| 3.   | キラ         | Kira      | 462,900   | 中央地域 | ワキソ県     |
| 4.   | マキンダイ   | Makindye  | 413,400   | 中央地域 | カンパラ県   |
| 5.   | キェンゲラ   | Kyengera  | 285,400   | 中央地域 | ワキソ県     |
| 6.   | ムバララ     | Mbarara   | 221,300   | 西部地域 | ムバララ県   |
| 7.   | カサンガティ | Kasangati | 207,800   | 中央地域 | ワキソ県     |
| 8.   | ムコノ       | Mukono    | 191,300   | 中央地域 | ムコノ県     |
| 9.   | ンジェル     | Njeru     | 178,800   | 中央地域 | ブイクウェ県 |
| 10.  | グル         | Gulu      | 177,400   | 北部地域 | グル県       |

出典：City Population　

## その他の都市
- エンテベ
- カセセ
- カランガラ
- カルマフォールズ
- コボコ
- ジンジャ
- トロロ
- フォート・ポータル
- ホイマ
- マサカ
- ルガジ
- リラ (ウガンダ)（英語版） (Lira)
- ムバレ（英語版） (Mbale)
- アルア（英語版） (Arua)
- ワキソ（英語版） (Wakiso Town)
- ブシア（英語版） (Busia)
- イガンガ（英語版） (Iganga)
- カバレ（英語版） (Kabale)
- ソロティ（英語版） (Soroti)
- ミティアナ（英語版） (Mityana)
- ムベンデ（英語版） (Mubende)
- モロト（英語版） (Moroto Town)
- ポート・ベル（英語版） (Port Bell)
- マキンディ・サバガボ（英語版） (Makindye-Ssabagabo)